# 마치이촌
마치이촌(町居村)은 아오모리현 미나미쓰가루군에 설치되었던 촌이다. 현재의 히라카와시에 해당한다.

## 연혁
- 1889년 4월 1일 - 정촌제 시행에 의해 미나미쓰가루군 오자키촌, 니야촌, 아라타촌, 히라타모리촌이 합병해, 오자키촌이 성립하였다.
- 1955년 3월 1일 - 미나미쓰가루군 가시와기정, 다이코지정, 다케다테촌, 오자키촌과 합병해, 히라가정이 되어 소멸하였다.